# 蒙洛尔
蒙洛尔（法語：Montlaur，法語發音：[mɔ̃lɔʁ] ⓘ）是法国上加龙省的一个市镇，属于图卢兹区。

## 地理
蒙洛尔（43°29'18"N, 1°34'16"E）面积9.61 平方千米，位于法国奧克西塔尼大區上加龙省，该省份为法国西南部内陆省份，西南端与西班牙接壤，自此顺时针与上比利牛斯省、热尔省、塔恩-加龙省、塔恩省、奥德省和阿列日省接壤。
与蒙洛尔接壤的市镇（或旧市镇、城区）包括：贝尔贝罗、巴济耶日、代姆、多讷维尔、富尔克沃、蒙日斯卡尔。

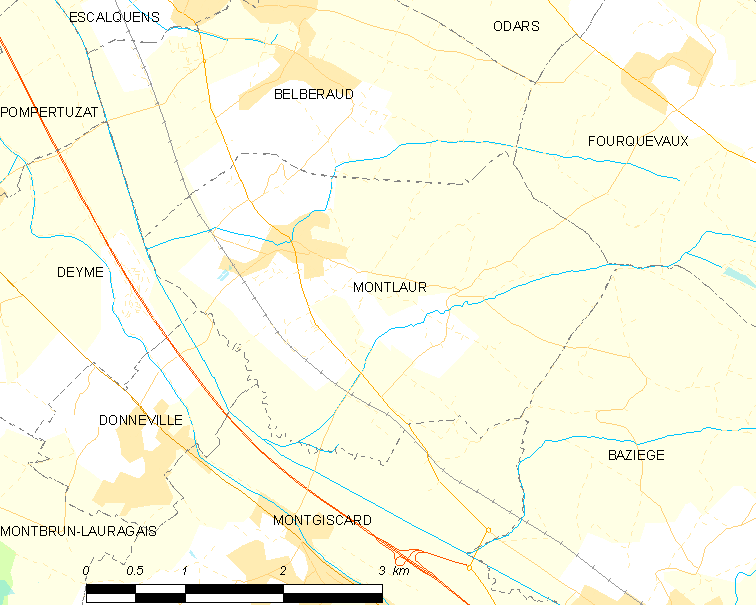
蒙洛尔的OSM定位图

蒙洛尔的时区为UTC+01:00、UTC+02:00（夏令时）。

## 行政
蒙洛尔的邮政编码为31450，INSEE市镇编码为31384。

## 政治
蒙洛尔所属的省级选区为埃斯卡尔康斯县。

## 人口

1962-2008年间蒙洛尔人口变化图示

蒙洛尔于2022年1月1日时的人口数量为1791人。